# Echinocactus platyacanthus

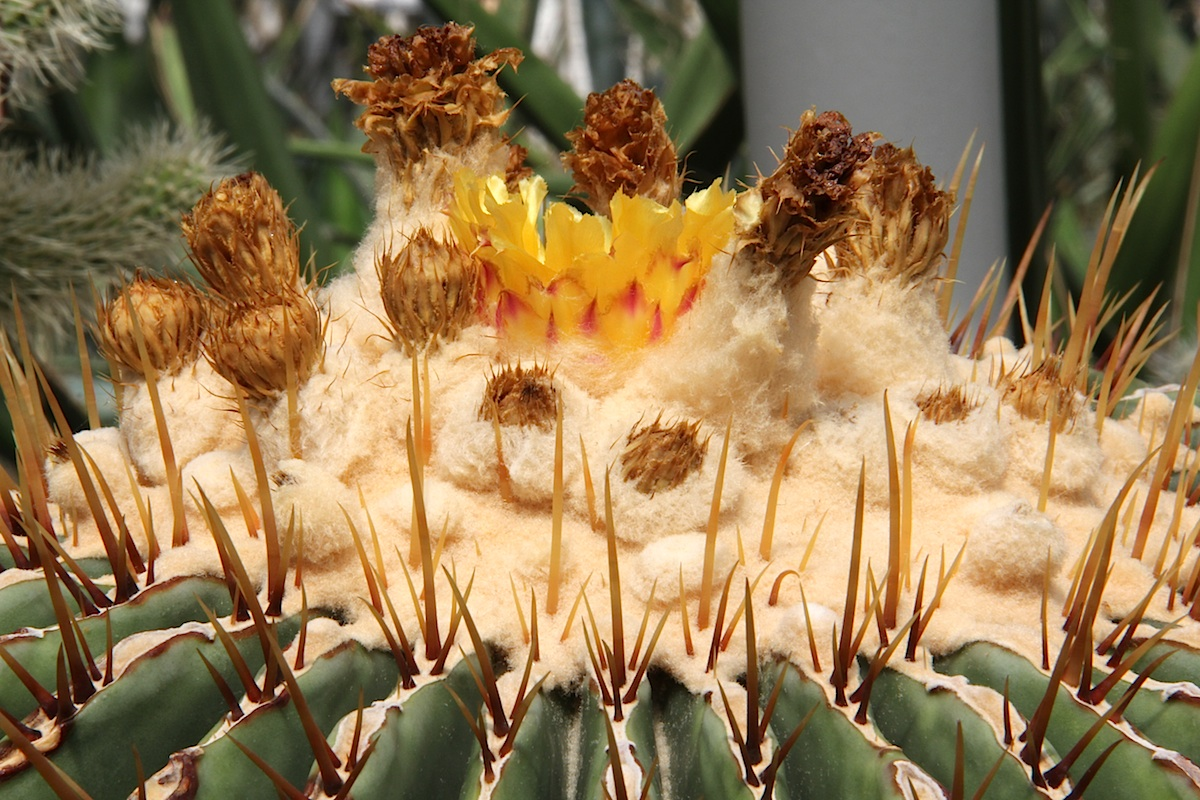
Blüte

Echinocactus platyacanthus ist eine Pflanzenart in der Gattung Echinocactus aus der Familie der Kakteengewächse (Cactaceae). Das Artepitheton platyacanthus leitet sich von den griechischen Worten platys für ‚platys‘ sowie akanthos für ‚Dorn‘ ab. Spanische Trivialnamen sind „Biznaga de Dulce“ und „Biznaga Gigante“. Echinocactus platyacanthus ist die größte Kugelkakteenart.

## Beschreibung
Echinocactus platyacanthus wächst mit fast kugelförmigen, breit säulen-  bis fassförmigen, grünen bis gelblich grünen, gelegentlich glauken Trieben und erreicht bei Durchmessern von 40 bis 80 Zentimetern Wuchshöhen von 50 bis 250 Zentimetern. Es sind 5 bis 60 (und mehr) Rippen vorhanden. Die Gestalt und Form der großen, steifen, etwas abgeflachten, quergefurchten, gelblich bis rötlichen Dornen, die später schwärzlich werden, hängt von ihrem Alter ab. Die vier etwas gebogenen Mitteldornen sind häufig kreuzweise angeordnet und 5 bis 10 Zentimeter lang. Der unterste Mitteldorn ist häufig größer als die restlichen. Die 8 bis 10 Randdornen sind 3 bis 4 Zentimeter lang.
Die zahlreichen Blüten erscheinen aus der gelben Scheitelwolle. Sie erreichen Durchmesser von 5 bis 7 Zentimeter. Die bei Reife trockenen, länglichen, gelben Früchte sind mit Schuppen, Wolle und Haaren besetzt und besitzen einen ausdauernden Blütenrest.

## Verbreitung, Systematik und Gefährdung
Das Verbreitungsgebiet von Echinocactus platyacanthus erstreckt sich von Süd- bis Mittel-Mexiko.
Die Erstbeschreibung durch Heinrich Friedrich Link und Christoph Friedrich Otto wurde 1827 veröffentlicht. Ein nomenklatorisches Synonym ist Melocactus platyacanthus Link & Otto (1827).
In der Roten Liste gefährdeter Arten der IUCN wird die Art als „Near Threatened (NT)“, d. h. als gering gefährdet geführt.

## Nutzung
Die wolligen Scheitelhaare wurden als Stopfmaterial und zum Weben verwendet.

## Nachweise